# Swochowo (województwo zachodniopomorskie)
Swochowo – wieś w Polsce położona w województwie zachodniopomorskim, w powiecie pyrzyckim, w gminie Bielice.
W latach 1975–1998 miejscowość położona była w województwie szczecińskim.

## Zabytki
- dwór, park dworski[3].